# 李寿仁
李 寿仁（イ・スイン、朝鮮語: 이수인/李壽仁、1941年4月29日 - 2000年6月10日）は、大韓民国の政治学者、政治家。第13・15代韓国国会議員。
本貫は広州李氏。法曹の李忠栄は父、元ソウル大学校総長で第29代国務総理を務めた李寿成は兄。

## 経歴
日本統治時代の慶尚北道漆谷郡出身の4人兄弟の次男である。ソウル大学校商科大学、同校文理科大学政治学科卒。嶺南大学校政治外交学科教授、韓国政治研究会会長、現代社会研究所理事、韓国社会研究所理事、民主日報論説委員、全国学術団体協議会共同代表、公害追放市民運動連合指導委員を歴任した。1990年11月に全羅南道の霊光・咸平選挙区の補欠選挙で国会議員に初当選し政界入りし、国会外務統一委員会委員、国会環境労働委員会委員を歴任した。第15代国会議員を務めた間には民主党からハンナラ党に移籍したが、1999年、党指導部の指示を無視して労使政委員会法に賛成したことにより、ハンナラ党の除名処分を受けた。
2000年6月10日夜10時ごろに心臓麻痺により死去。享年59。

## エピソード
1996年7月16日、民主党所属の国会議員として兄の李寿成総理に質疑した。その時に「母は数日前に兄貴を困らせるような質疑をしないように政治的圧力をかけてきたことを暴露せざるを得ない」と言った。

## 著書
- 改革と統合時代の韓国政治[1]
- 韓国民主主義の現段階と課題[1]